# 히라이 사부로
히라이 사부로(일본어: 平井 三郎, 1923년 9월 4일 ~ 1969년 7월 23일)는 일본의 전 프로 야구 선수이자 야구 지도자이다. 도쿠시마현 도쿠시마시 출신이며 현역 시절 포지션은 유격수였다. 1948년부터 1952년까지 히라이 마사아키(平井 正明)라는 등록명으로 활약했다.

## 인물

### 프로 입단 전 ~ 프로 야구 선수 시절
도쿠시마 상업학교 시절엔 1939년부터 1940년까지 고시엔 대회에 춘계·하계 대회를 3차례나 출전한 경험이 있다. 동급생으로는 쓰타 후미야가 있다.
메이지 대학을 졸업하고 아마추어 야구팀 젠도쿠시마를 거쳐 1948년 한큐 브레이브스에 입단했는데 한큐에서는 주전 유격수로서 타율 2할 7푼 9리(타격 성적 14위)라는 성적으로 팀내 1위를 기록했다. 1950년에 센트럴·퍼시픽 양대 리그가 출범하면서 우다카 이사오의 영입에 의한 미야자키 다케시, 히비노 다케시, 나가토시 유키치와 함께 신규 구단인 니시닛폰 파이레츠로 이적했다. 니시닛폰에서도 1번 타자 겸 유격수로서 타율 3할 9리(리그 11위)를 기록했다.
그러나 1950년 시즌에 니시닛폰은 니시테쓰 클리퍼스와 합병하기로 됐으나 니시닛폰의 주력 선수격인 히비노 다케시·미나미무라 후카시와 함께 니시테쓰와 요미우리 자이언츠와의 선수 쟁탈전에 휘말리게 됐다. 양대 리그가 분열될 당시에 제2차 세계 대전 이전부터 주전 유격수인 시라이시 가쓰미를 히로시마 카프에게 양도하고, 후임으로 3루수인 야마카와 기사쿠를 전환시켰으나 공백은 메우지 못했고 유격수가 약점이 돼버린 요미우리는 어떻게든 히라이의 영입이 필요한 상황이었다. 니시테쓰의 니시 마타지로 구단주는 우다카 이사오와 함께 세 선수를 도쿄의 숙박 시설에 틀어박힌 후 함께 후쿠오카로 돌아가려 했으나, 혼잡한 도쿄역에서 히라이는 일행과 떨어져 요미우리 구단 관계자에게 이끌려갔다고 한다. 결국 히라이, 미나미무라는 요미우리로 이적했고 히비노는 니시테쓰로 이적하게 됐다.
1951년부터 1953년까지 주전 유격수를 맡았고 치바 시게루와 함께 ‘키스톤 콤비’를 결성하여 수비의 중심축으로 성장하여 요미우리의 3년 연속 일본 시리즈 우승에 큰 기여를 했다. 히라이 자신도 3년 연속 베스트 나인(유격수 부문)에 선정됐고 올스타전에도 출전했다. 또한 ‘히라이 마사아키’(平井正明)에서 ‘히라이 사부로’로 개명한 1953년에는 1번 타자로 활약하여 타율 2할 9푼 1리를 기록하는 등 타격 성적 10위에 올랐고, 리그 1위에 해당되는 97득점을 기록했다. 1953년 3월에는 미국 샌타마리아에서 열린 샌프란시스코 자이언츠와의 시범 경기에서 끝내기 홈런을 쳐내며 일본 프로 야구의 단독 팀에 의한 메이저 리그 팀을 상대로 첫 승을 안게 됐다. 1954년에는 히로오카 다쓰로가 입단하면서 출전 기회가 줄어들었고 1956년 이후에는 유격수 포지션을 히로오카에게 넘겨주고 2루수로 변경했지만 1957년에 심장판막증을 앓고 현역에서 은퇴했다.

### 그 후
1959년에 긴테쓰 버펄로 감독으로 취임한 치바 시게루의 권유로 내야 수비 코치로 부임했고 1961년 시즌 종료 후 지바와 함께 퇴단했다. 1962년 한신 타이거스의 스카우트로 발탁돼 쓰지 야스히코 등을 영입시켰다. 이듬해 1963년부터 2년간 한신에서 코치를 맡았고 1965년에는 다시 스카우트로 복귀했다. 한신에서 퇴단 후에는 아이치현 나고야시에서 현역 시절 등번호를 본뜬 찻집을 경영했다. 
1969년 7월 23일에 향년 45세의 나이로 사망했다.

## 평가
1976년 당시 미즈하라 시게루는 요미우리 자이언츠의 역대 베스트 나인의 유격수로 히라이를 꼽은 바있다.

## 상세 정보

### 출신 학교
- 도쿠시마 상업학교
- 메이지 대학

### 선수 경력
- 젠도쿠시마
- 한큐 브레이브스(1948년 ~ 1949년)
- 니시닛폰 파이레츠(1950년)
- 요미우리 자이언츠(1951년 ~ 1957년)

### 지도자 경력
- 긴테쓰 버펄로 내야 수비 코치(1959년 ~ 1961년)
- 한신 타이거스 코치(1963년 ~ 1964년)

### 수상·타이틀 경력
- 베스트 나인 : 3회(1951년 ~ 1953년) ※유격수 부문
- 올스타전 MVP : 1회(1953년 2차전)

### 개인 기록
- 통산 1000경기 출장 : 1957년 8월 13일 ※역대 41번째
- 올스타전 출장 : 3회(1951년 ~ 1953년)

### 등번호
- 8(1948년 ~ 1957년)
- 11(1959년)
- 1(1960년 ~ 1961년)
- 67(1963년 ~ 1964년)

### 등록명
- 平井 正明(ひらい まさあき 히라이 마사아키[*], 1948년 ~ 1952년)
- 平井 三郎(ひらい さぶろう 히라이 사부로[*], 1953년 ~ 1964년)

### 연도별 타격 성적
| 연 도       | 소 속       | 경 기 | 타 석 | 타 수 | 득 점 | 안 타 | 2 루 타 | 3 루 타 | 홈 런 | 루 타 | 타 점 | 도 루 | 도 루 자 | 희 생 번 | 희 생 플 | 볼 넷 | 고 4 | 사 구 | 삼 진 | 병 살 타 | 타 율 | 출 루 율 | 장 타 율 | O P S |
| ----------- | ----------- | ----- | ----- | ----- | ----- | ----- | ------- | ------- | ----- | ----- | ----- | ----- | -------- | -------- | -------- | ----- | ---- | ----- | ----- | -------- | ----- | -------- | -------- | ----- |
| 1948년      | 한큐        | 123   | 487   | 458   | 51    | 128   | 24      | 9       | 2     | 176   | 43    | 26    | 7        | 0        | --       | 26    | --   | 1     | 16    | --       | .279  | .320     | .384     | .704  |
| 1949년      | 한큐        | 120   | 528   | 476   | 69    | 132   | 18      | 11      | 6     | 190   | 43    | 18    | 19       | 3        | --       | 46    | --   | 3     | 26    | --       | .277  | .345     | .399     | .744  |
| 1950년      | 니시닛폰    | 103   | 476   | 437   | 76    | 135   | 15      | 3       | 13    | 195   | 56    | 28    | 9        | 2        | --       | 37    | --   | 0     | 27    | 8        | .309  | .363     | .446     | .809  |
| 1951년      | 요미우리    | 112   | 511   | 471   | 80    | 132   | 20      | 7       | 7     | 187   | 63    | 27    | 10       | 8        | --       | 31    | --   | 1     | 28    | 10       | .280  | .326     | .397     | .723  |
| 1952년      | 요미우리    | 120   | 489   | 427   | 63    | 118   | 19      | 6       | 4     | 161   | 52    | 21    | 7        | 15       | --       | 44    | --   | 3     | 26    | 4        | .276  | .348     | .377     | .725  |
| 1953년      | 요미우리    | 120   | 533   | 471   | 97    | 137   | 23      | 4       | 11    | 201   | 65    | 21    | 12       | 5        | --       | 55    | --   | 2     | 27    | 9        | .291  | .367     | .427     | .794  |
| 1954년      | 요미우리    | 79    | 226   | 206   | 21    | 52    | 9       | 4       | 0     | 69    | 21    | 8     | 1        | 3        | 1        | 15    | --   | 1     | 20    | 4        | .252  | .306     | .335     | .641  |
| 1955년      | 요미우리    | 111   | 410   | 353   | 47    | 99    | 17      | 0       | 5     | 131   | 32    | 14    | 10       | 24       | 3        | 27    | 0    | 2     | 35    | 3        | .280  | .335     | .371     | .706  |
| 1956년      | 요미우리    | 93    | 278   | 232   | 30    | 51    | 8       | 2       | 3     | 72    | 29    | 5     | 5        | 18       | 1        | 26    | 0    | 1     | 20    | 6        | .220  | .301     | .310     | .612  |
| 1957년      | 요미우리    | 28    | 41    | 35    | 5     | 4     | 0       | 1       | 0     | 6     | 4     | 0     | 0        | 3        | 0        | 3     | 0    | 0     | 7     | 1        | .114  | .184     | .171     | .356  |
| 통산 : 10년 | 통산 : 10년 | 1009  | 3979  | 3566  | 539   | 988   | 153     | 47      | 51    | 1388  | 408   | 168   | 80       | 81       | 5        | 310   | 0    | 14    | 232   | 45       | .277  | .337     | .389     | .727  |

- 굵은 글씨는 시즌 최고 성적.

## 참고 문헌
- 《巨人軍5000勝の記憶》 [교진군 5000승의 기억]. 요미우리 신문사, 베이스볼 매거진사. 2007년. ISBN 9784583100296. ※p.22: 일본 프로 야구 최초의 퍼펙트 게임을 당한 니시닛폰의 1번 타자로서 출전, p.36: 3년 연속 베스트 나인, 히로오카의 포지션 정착에서 발췌
- 《日本プロ野球 歴代名選手名鑑》 [일본 프로 야구 역대 명선수 명감]. 고분샤. 1976년.
- 《日本プロ野球トレード大鑑》 [일본 프로 야구 트레이드 대감]. 베이스볼 매거진사. 2001년.
- 사카모토 구니오 (2001년). 《プロ野球データ事典》 [프로 야구 데이터 사전]. PHP연구소.